# Station Montigny - Beauchamp
Station Montigny-Beauchamp is een spoorwegstation aan de spoorlijn Saint-Denis - Dieppe. Het ligt in de Franse gemeente Montigny-lès-Cormeilles in het departement Val-d'Oise (Île-de-France).

## Ligging
Het station ligt op kilometerpunt 20,315 van de spoorlijn Saint-Denis - Dieppe.

## Diensten
Het station wordt aangedaan door verschillende treinen van Transilien:
- Treinen van de RER C tussen Pontoise en Massy-Palaiseau, waarvan sommige treinen dit station als eindpunt hebben
- Treinen van Transilien lijn H tussen Pontoise en Paris-Nord

## Vorige en volgende stations
| Richting                   | Vorig station          | Lijn    | Volgend station                    | Richting                                                |
| -------------------------- | ---------------------- | ------- | ---------------------------------- | ------------------------------------------------------- |
| Pontoise C1 of Eindpunt C3 | Pierrelaye of Eindpunt | RER C   | Franconville - Le Plessis-Bouchard | Massy-Palaiseau C2 Pont-de-Rungis - Aéroport d'Orly C12 |
| Pontoise                   | Pierrelaye             | Trans H | Franconville - Le Plessis-Bouchard | Paris-Nord                                              |